# The Pioneers (film 1916)
The Pioneers è un film muto del 1916 scritto, prodotto e diretto da Franklyn Barrett che nei credit appare anche come direttore della fotografia.